# Meltdown: Live in Mexico City
Meltdown: Live in Mexico City – album koncertowy King Crimson, wydany 19 października 2018 w Europie i USA nakładem Discipline Global Mobile jako potrójny CD z dodatkowym dyskiem BD oraz 24 października w Japonii wspólnym nakładem miejscowej wytwórni Wowow Entertainment, Inc. z Discipline Global Mobile. W tym samym roku wydana została również wersja digital download (41 plików FLAC).

## Album

### Historia
W 2013 roku King Crimson powrócił do działalności w zmienionym składzie, aby jesienią następnego roku rozpocząć trasę koncertową. Skład ten tworzyło 7 muzyków, rozmieszczonych na scenie w dwóch rzędach: trzech perkusistów z przodu: Pat Mastelotto, Bill Rieflin (który czasami grał także na klawiszach u boku Frippa) i Gavin Harrison. Z tylu znajdowali się: Robert Fripp, gitarzysta i wokalista grupy, Jakko Jakszyk, basista i wokalista Tony Levin; oraz multiinstrumentalista (saksofonista i flecista) Mel Collins. Kiedy w 2016 roku Rieflin po raz pierwszy musiał wziąć urlop naukowy od działalności w zespole, zatrudniono perkusistę i, podobnie jak Rieflin, finezyjnego klawiszowca Jeremy’ego Staceya. Okazał on się na tyle niezbędnym wzmocnieniem grupy, że po powrocie Rieflina pozostał w niej, zajmując jego miejsce z przodu, podczas gdy Rieflin przeszedł do tyłu zajmując środkową pozycję pomiędzy Levinem i Jakszykiem. W tym składzie zespół nagrał albumy Live in Chicago i Live in Vienna.  W 2017 roku King Crimson dał pięć nocnych koncertów w Meksyku. Wszystkie one zostały nagrane i sfilmowane, a ich wynikiem jest  album koncertowy Meltdown z ponad dwiema godzinami zarejestrowanego występu w wysokiej rozdzielczości i trzema godzinami audio, w tym, po raz pierwszy w tym składzie, nagraniami audio utworów „Breathless”, „Discipline”, „Moonchild” oraz nocnymi improwizacjami „Cadenza” Tony’ego Levina i „Meltdown” Jeremy’ego Staceya dając kompleksowy przegląd dokonań King Crimson u szczytu jego możliwości.

### Lista utworów
Lista i informacje według Discogs:

#### CD One
| 1.  | Walk On                           | 3:46    |
|     |                                   |         |
| 2.  | Larks' Tongues In Aspic, Part One | 9:28    |
|     |                                   |         |
| 3.  | Neurotica                         | 4:57    |
|     |                                   |         |
| 4.  | Cirkus                            | 7:42    |
|     |                                   |         |
| 5.  | Dawn Song                         | 2:19    |
|     |                                   |         |
| 6.  | Last Skirmish                     | 6:10    |
|     |                                   |         |
| 7.  | Prince Rupert's Lament            | 2:31    |
|     |                                   |         |
| 8.  | The Hell Hounds Of Krim           | 3:42    |
|     |                                   |         |
| 9.  | Red                               | 6:43    |
|     |                                   |         |
| 10. | Fallen Angel                      | 6:09    |
|     |                                   |         |
| 11. | Islands                           | 9:03    |
|     |                                   |         |
| 12. | The Talking Drum                  | 3:48    |
|     |                                   |         |
| 13. | Larks' Tongues In Aspic, Part Two | 6:53    |
|     |                                   |         |
|     |                                   | 1:13:11 |
|     |                                   |         |

#### CD Two
| 1.  | Indiscipline               | 8:20    |
|     |                            |         |
| 2.  | The ConstruKction Of Light | 6:05    |
|     |                            |         |
| 3.  | Epitaph                    | 8:33    |
|     |                            |         |
| 4.  | Banshee Legs Bell Hassle   | 1:39    |
|     |                            |         |
| 5.  | Easy Money                 | 9:57    |
|     |                            |         |
| 6.  | Interlude                  | 2:46    |
|     |                            |         |
| 7.  | The Letters                | 6:13    |
|     |                            |         |
| 8.  | Sailor's Tale              | 6:24    |
|     |                            |         |
| 9.  | CatalytiKc No 9            | 1:13    |
|     |                            |         |
| 10. | Meltdown                   | 4:23    |
|     |                            |         |
| 11. | Radical Action II          | 2:28    |
|     |                            |         |
| 12. | Level Five                 | 7:07    |
|     |                            |         |
| 13. | Starless                   | 12:28   |
|     |                            |         |
|     |                            | 1:17:36 |
|     |                            |         |

#### CD Three
| 1.  | Peace - An End                     | 2:13    |
|     |                                    |         |
| 2.  | Pictures Of A City                 | 8:21    |
|     |                                    |         |
| 3.  | Devil Dogs Of Tessellation Row     | 3:10    |
|     |                                    |         |
| 4.  | Fracture                           | 11:03   |
|     |                                    |         |
| 5.  | The Court Of The Crimson King      | 7:03    |
|     |                                    |         |
| 6.  | Heroes                             | 4:42    |
|     |                                    |         |
| 7.  | 21st Century Schizoid Man          | 13:35   |
|     | Bonus Tracks 2018 Official Bootleg |         |
| 8.  | Discipline                         | 5:30    |
|     |                                    |         |
| 9.  | Moonchild                          | 2:25    |
|     |                                    |         |
| 10. | Tony's Cadenza                     | 1:23    |
|     |                                    |         |
| 11. | Jeremy's Cadenza                   | 1:06    |
|     |                                    |         |
| 12. | Breathless                         | 5:00    |
|     |                                    |         |
| 13. | Cool Jam                           | 2:31    |
|     |                                    |         |
|     |                                    | 1:08:02 |
|     |                                    |         |

#### Blue-Ray Disc
| 1.  | Walk On                        | 3:28    |
|     |                                |         |
| 2.  | Neurotica                      | 4:51    |
|     |                                |         |
| 3.  | Pictures Of A City             | 8:23    |
|     |                                |         |
| 4.  | Cirkus                         | 7:34    |
|     |                                |         |
| 5.  | Dawn Song                      | 2:19    |
|     |                                |         |
| 6.  | Last Skirmish                  | 6:10    |
|     |                                |         |
| 7.  | Prince Rupert's Lament         | 2:26    |
|     |                                |         |
| 8.  | Epitaph                        | 8:31    |
|     |                                |         |
| 9.  | Devil Dogs Of Tessellation Row | 3:09    |
|     |                                |         |
| 10. | Fracture                       | 11:05   |
|     |                                |         |
| 11. | Islands                        | 9:25    |
|     |                                |         |
| 12. | Intermission                   | 0:45    |
|     |                                |         |
| 13. | Indiscipline                   | 8:03    |
|     |                                |         |
| 14. | Peace - An End                 | 1:56    |
|     |                                |         |
| 15. | Easy Money                     | 9:55    |
|     |                                |         |
| 16. | Interlude                      | 2:47    |
|     |                                |         |
| 17. | The Letters                    | 6:13    |
|     |                                |         |
| 18. | The Sailor's Tale              | 6:23    |
|     |                                |         |
| 19. | CatalytiKc No 9                | 1:13    |
|     |                                |         |
| 20. | Fallen Angel                   | 6:00    |
|     |                                |         |
| 21. | The Talking Drum               | 3:48    |
|     |                                |         |
| 22. | Larks' Tongues In Aspic Part 2 | 6:51    |
|     |                                |         |
| 23. | Starless                       | 13:24   |
|     |                                |         |
| 24. | The Hell Hounds Of Krim        | 3:39    |
|     |                                |         |
| 25. | 21st Century Schizoid Man      | 13:58   |
|     |                                |         |
|     |                                | 2:32:16 |
|     |                                |         |
- Nagrano w Teatro Metropolitan w Meksyku w dniach 14-19 lipca 2017 roku.
- Dodatkowe utwory nagrano w Rzymie, Krakowie, Poznaniu i Wenecji w lipcu 2018 roku.

Album ma formę dwóch mini-winylowych opakowań typu gatefold z dołączoną 24-stronicową książeczką, zamkniętą w zewnętrznym grubym etui.

### Muzycy
- Robert Fripp – gitara i instrumenty klawiszowe, miksowanie,
- Jakko Jakszyk – gitara, flet, śpiew
- Bill Rieflin – instrumenty klawiszowe
- Tony Levin – gitary basowe, stick, chórki
- Mel Collins – saksofony i flet
- Pat Mastelotto – perkusja, instrumenty perkusyjne
- Jeremy Stacey – perkusja, instrumenty klawiszowe
- Gavin Harrison – perkusja

### Personel techniczny
- Chris Porter – inżynier dźwięku
- David Singleton – kompilacja, mastering, produkcja
- Robert Fripp – produkcja, informacje na wkładce
- Matt Skerritt – kierownik wideo
- Russ Wilson, Adrian Holmes, Renee Adams, Iona Singleton, Jason Birnie, Michele Russotto, John Armitage, Biff Blumfumgagnge, Dave Salt – personel techniczny

## Odbiór

### Opinie krytyków
John Kelman z magazynu All About Jazz ocenił wysoko album dając mu cztery i pół gwiazdki (na pięć). Jego zdaniem „Meltdown można pod pewnymi względami postrzegać jako kuzyna wydanego w 2018 roku Radical Action (To Unseat The Hold Of Monkey Mind) (…) Jest [w nim] tak wiele atrakcji, że nie sposób byłoby je wszystkie wymienić, ale wystarczy powiedzieć, iż największą zaletą Meltdown jest to, że każdy członek zespołu naprawdę wczuł się w swoją skórę w tej grupie przez ostatnie pół dekady”. Autor doszedł do wniosku, że na podstawie porównania materiału zarejestrowanego przez King Crimson w okresie od 2014 roku do Meltdown wszyscy muzycy są lepsi, tak indywidualnie, jak i zbiorowo, a wolność artystyczna, leżąca od początku u podstaw zespołu w ośmioosobowym składzie stała się „większa, szersza i głębsza”. Skład ten ocenił jako „najbardziej uzdolniony, najbardziej spełniony i najbardziej nieprzewidywalny” w perspektywie przypadającej na 2019 rok 50. rocznicy powstania zespołu. Sam album określił natomiast jako „jeden z najlepiej brzmiących dokumentów grupy na żywo w historii”.
Jake Cole z magazynu Spectrum Culture we wstępie do swojej recenzji wziął jako punkt odniesienia najlepszy – jego zdaniem – album King Crimson, Larks’ Tongues in Aspic z 1973 roku, pełen „swobodnej improwizacji, awangardowego jazzu, nowoczesnej klasyki, a nawet liberalnej szczypty poszarpanego metalu”. Zauważył następnie, że później zespół porzucił rock progresywny podążając w różnych kierunkach, a każdej nowej formie jego muzycznych poszukiwań towarzyszyły zmiany jego składu. Oceniając Meltdown stwierdził, iż „prawie każdy utwór na tym gigantycznym albumie zasługuje na podobne pochwały” dając jako przykład utwory z lat 70., zwłaszcza „Red” i „The Talking Drum”, wykonane w ośmioosobowym składzie. Jego zdaniem King Crimson „przemierza jedną z najbardziej proteuszowych dyskografii w nagranej muzyce”, a Meltown sprawia że zespół „po 50 latach istnienia i burzliwie różnych składach, w końcu odnalazł swoją prawdziwą iterację i że wszystko do tego momentu wydaje się być prologiem”.
Daniel Spicer z magazynu Jazzwise stwierdził, iż „w głównej mierze jednak, grupa ta doskonale rekonstruuje niektóre z kluczowych pomników z pierwszych pięciu lat King Crimson. „21st Century Schizoid Man” to maniakalny harmider z rozbudowaną perkusją z trzema bębnami, a „Starless” jest po prostu bezbłędny, od pierwszych mrożących krew w żyłach nut melotronu. Jest też kilka mniej oczywistych wyborów, w tym doskonale wykonany medley z przeoczonego Lizard z 1970 roku”. W podsumowaniu ocenił, że wprawdzie na albumie jest „mało niespodzianek”, ale jest on „satysfakcjonującą gratką dla fanów i, co oczywiste, również dla Frippa”.

### Listy tygodniowe
| Kraj    | Lista                      | Pozycja |
| ------- | -------------------------- | ------- |
| Niemcy  | Offizielle Deutsche Charts | 58      |
| Szkocja | Scottish Albums Chart      | 48      |
| Włochy  | FIMI                       | 84      |